# Ma (kejsarinna)
Ma, född 1332, död 1382, var en kinesisk kejsarinna, gift med Zhu Yuanzhang. Hon var Kinas första kejsarinna av Mingdynastin. 

## Biografi

### Tidigt liv
Ma ska ha kommit ur en fattig bakgrund, och det nämns att hon, i kontrast till alla kinesiska kvinnor utom bondkvinnorna, inte hade snörda fötter. Hon adopterades av en rik man som 1352 gifte bort henne med Zhu, som då var en officer. 
Under det krig som ledde till att Zhu så småningom tog makten som kejsare av en ny dynasti, följde Ma honom i fält, med de andra soldaternas familjer, och beskrivs som lojal och som en tillgång, då hon stärkte moralen och vid två tillfällen också deltog i försvaret av en position, vid Hezhou och i Slaget vid Poyang. 

### Kejsarinna
När maken blev kejsare 1368, utnämndes hon till kejsarinna. Hon ska hela sitt liv ha behållit sin enkla livsstil, och beskrivs som sparsam, anspråkslös och rättvis. Ma fungerade som makens sekreterare och tog hand om alla hans papper och dokument. Hon deltog öppet och aktivt i statens affärer, gav maken råd, tillrättavisade honom då han agerade obetänksamt och hindrade honom från att begå rättsövergrepp, som då hon hindrade honom från att avrätta konfucianisten Song Lian. 
Kejsaren klagade över hennes ständiga inblandning i politik och stiftade en lag som förbjöd kejsarinnor att delta i politiken och kejsarens hustrur och konkubiner att lämna palatset utan övervakning, för att hindra en ny Wu Zetian att ta makten, men Ma rättade sig aldrig själv efter den lagen utan fortsatte till sin död att engagera sig politiskt, med argumentet att om kejsaren var folkets far, var kejsarinnan deras mor, och en mor avstod inte från att se till sina barns välfärd. Hon organiserade undervisning för både kejsarens söner, svärdöttrar, hustrur, konkubiner och palatskvinnor, såg till att de palatskvinnor som begick misstag bestraffades av domstolar snarare än kejsaren själv, och författade en bok om etikett. 
Vid sin dödsbädd gav hon kejsaren politiska råd. 